# Elisabeth von Rapperswil
Gräfin Elisabeth von Rapperswil (* um 1251 oder 1261; † 1309 vermutlich in Rapperswil) – bekannt auch als Elisabeth von Homberg oder Elisabeth von Habsburg-Laufenburg – setzte mit ihrer zweiten Heirat die Linie der Grafen von Rapperswil fort und sicherte der Nebenlinie Habsburg-Laufenburg die umfangreichen Besitzungen der Rapperswiler im Zürichgau.

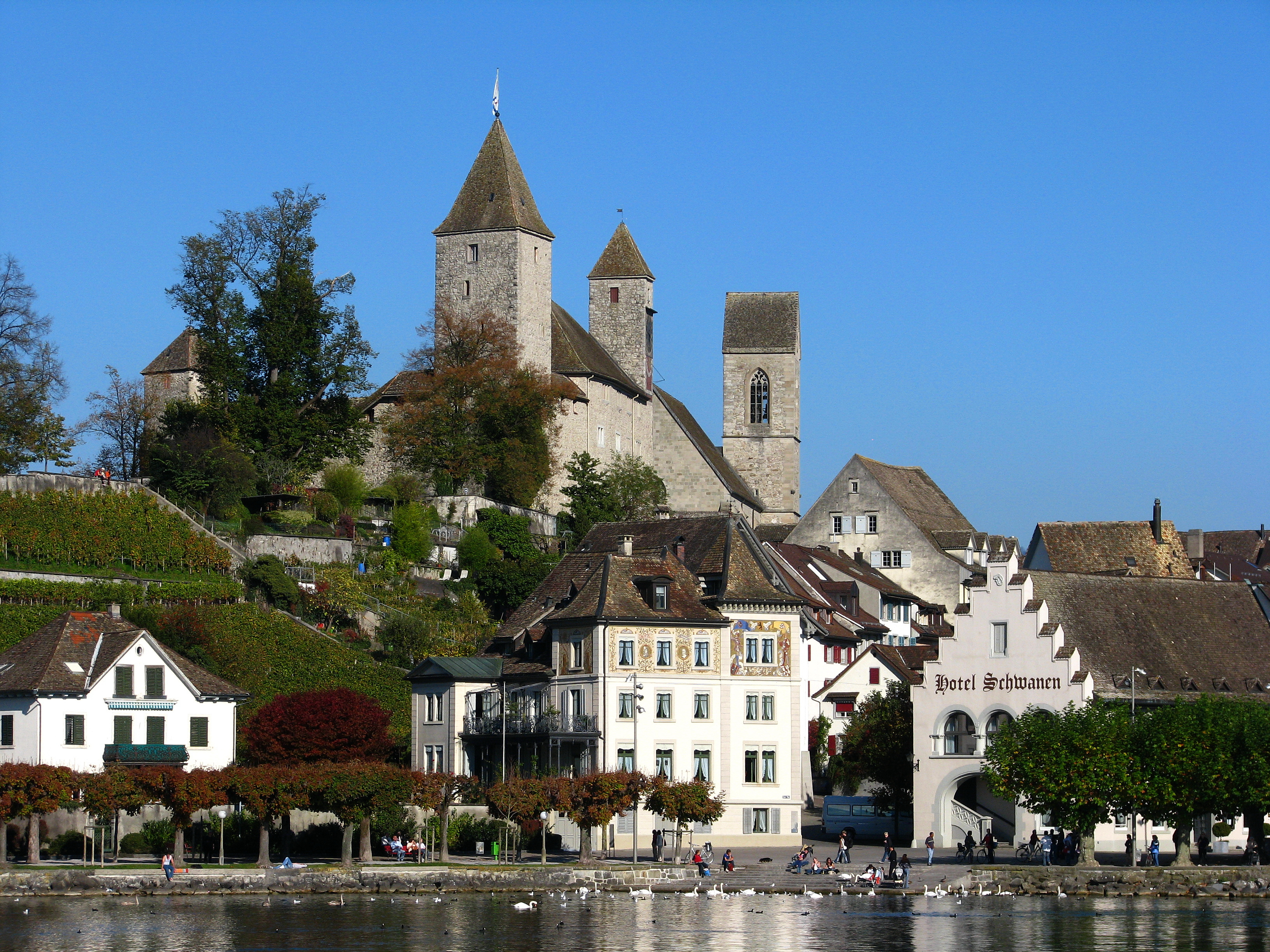
Sicht vom Zürichsee auf die Altstadt, Schloss Rapperswil und Stadtkirche

Von ihrer Nachkommenschaft erlosch die hombergische im Jahr 1323 oder 1325, die habsburg-laufenburgische Linie im Jahr 1408.

## Biografie
Die Genealogie der Rapperswiler ist nicht zweifelsfrei geklärt und soll in der mütterlichen Linie auf die Herren von Uster, in der männlichen auf die Welfen zurückgehen. Rudolf III. von Vaz bezeichnete sich nach dem Tod von Rudolf III. von Rapperswil ab 1255 als Graf Rudolf IV. von Rapperswil. Aus seiner Ehe mit Mechthild von Neifen gingen drei Kinder hervor: Vinzenz, der nur kurz lebte und vor 1261 verstarb, Rudolf V. (* um 1265; † 15. Januar 1283) und Elisabeth.

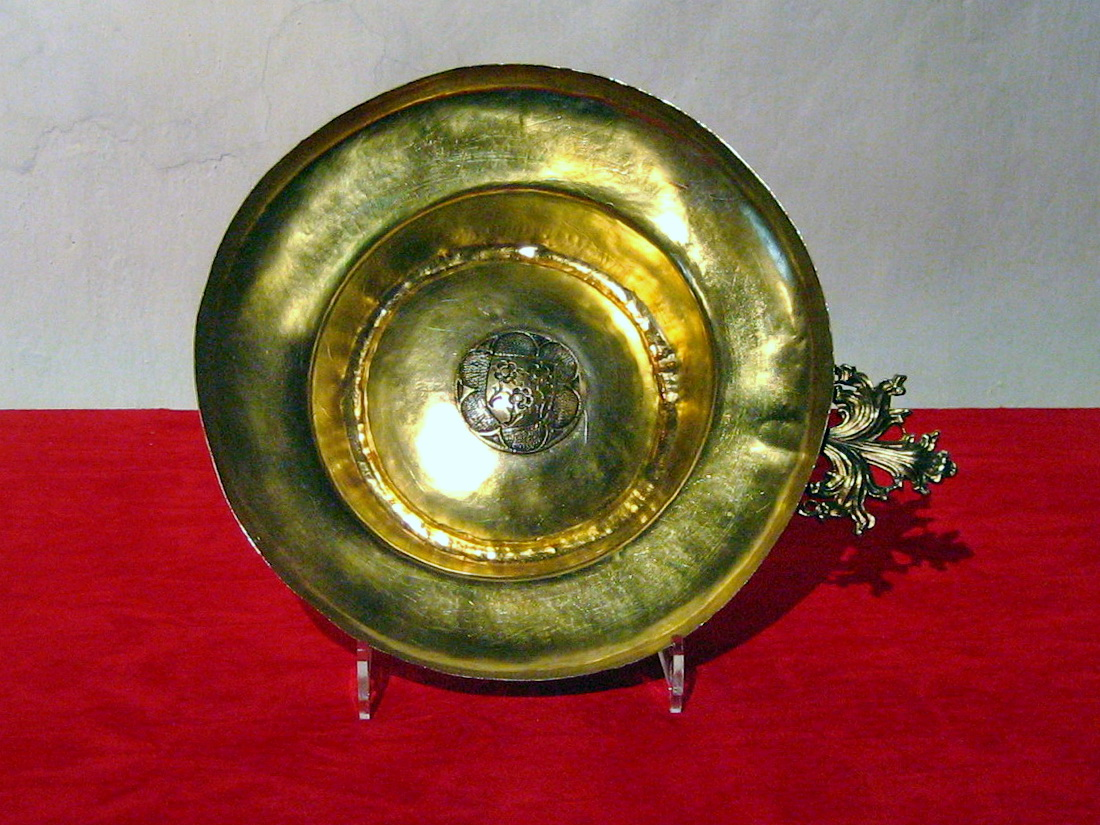
Trinkschale von Gräfin Elisabeth, nach 1300, im Stadtmuseum Rapperswil

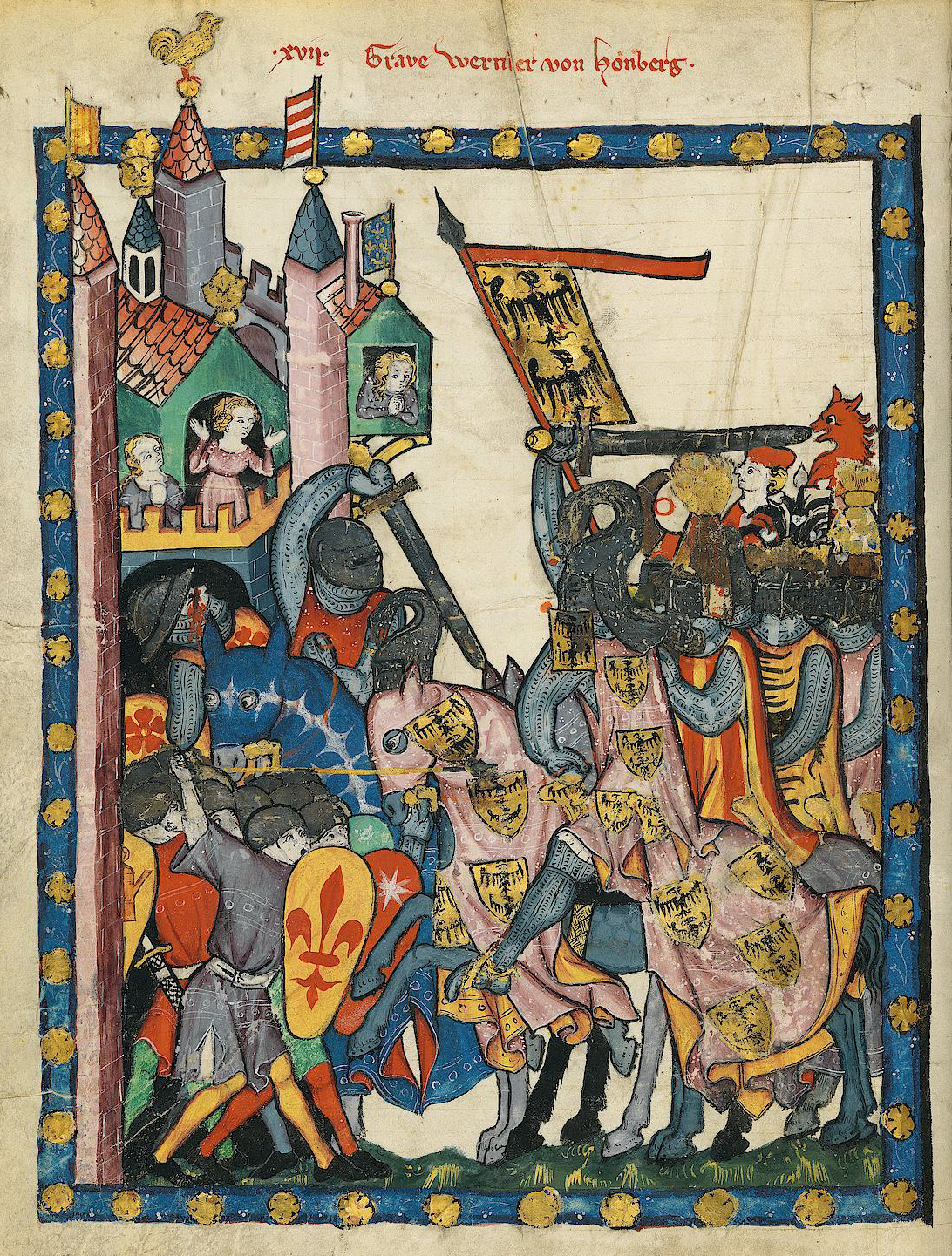
Graf Wernher von Homberg, Abbildung eines Ritterkampfes. Codex Manesse, Seite 43v

Elisabeth war mit Graf Ludwig von Homberg († 27. April 1289) verheiratet.
Ihr Sohn, Wernher von Homberg (* 1284; † 21. März 1320 bei Genua) war ab 1309 Reichsgraf, Reichsvogt der Waldstätte, Reichs-Feldhauptmann (Generalleutnant) in der Lombardei zur Zeit Kaiser Heinrichs VII. und ein im Codex Manesse (Seite 43v) erwähnter Minnesänger. Nachdem ihr Ehemann Ludwig I. von Homberg 1289 in der Schlacht bei der Schosshalde gefallen war, verkaufte sie 1290 all ihre Rechte und Besitzungen, welche sie in Uri besass dem Kloster Wettingen.
Gräfin Elisabeth zählte wie schon ihre Mutter und ihr Vater zu den Gönnerinnen des Stadtzürcher Klosters Oetenbach: Cäcilia von Homberg (* vermutlich vor 1300; † nach 1320), Tochter von Elisabeth, und Priorin der Abtei, förderte ab 1317 deren weiteren Ausbau und ihr Bruder Wernher stiftete um 1320 den Dominikanerinnen die Liebfrauenkapelle.
Aus Elisabeths zweiter Ehe mit Graf Rudolf von Habsburg-Laufenburg († 1315) stammt Johann I. von Habsburg-Laufenburg. Nach dem Tod von Graf Rudolf von Habsburg-Laufenburg ging das Erbe der Rapperswiler Besitzungen und Rechte an ihren Sohn Johann I. (* vor 1295/1296; † 21. September 1337 in der Schlacht bei Grynau), danach an dessen Sohn, Johann II. (* um 1330; † 1380) von Habsburg-Laufenburg, der nach der Mordnacht von Zürich rund zwei Jahre im Stadtzürcher Wellenberg inhaftiert wurde. Nach dem Aussterben der Homberger fiel ihr Erbteil im Jahr 1330 als Lehen des Stammhauses Habsburg ebenfalls an Habsburg-Laufenburg.
Elisabeth von Rapperswil verstarb vermutlich im Jahr 1309 in Rapperswil.

## Gräfin Elisabeth als Landesherrin der Grafschaft Rapperswil
Gräfin Elisabeth von Rapperswil scheint die Geschicke der Grafschaft Rapperswil massgeblich mitbeeinflusst, und 1289 bis 1309 weitgehend alleine gelenkt zu haben. Sie ist wiederholt in Urkunden und historischen Schriften erwähnt.

### Aussterben der männlichen Linie der Grafen Rapperswil
Die männliche Linie des Geschlechts der Rapperswiler endete 1283 mit dem Tod von Rudolf V., dem minderjährigen Bruder Elisabeths.
Nach seinem Tod zog König Rudolf I. von Habsburg die Reichslehen der Rapperswiler an sich und übergab die an das Kloster St. Gallen zurückfallenden Lehen an seine Söhne. Auf diese Weise kam Rudolf I. von Habsburg in den Besitz der Reichsvogtei über das Urserental – womit er die Kontrolle über den strategisch wichtigen Gotthardpass sowie die Kastvogtei über das Kloster Einsiedeln erhielt.
Das Klosterarchiv Einsiedeln erläutert im Professbuch der Äbte diesen schwerwiegenden Wandel im Kräftegleichgewicht des Zürichgaus näher, nachstehend auszugsweise die Passagen zur Person der Gräfin von Rapperswil:

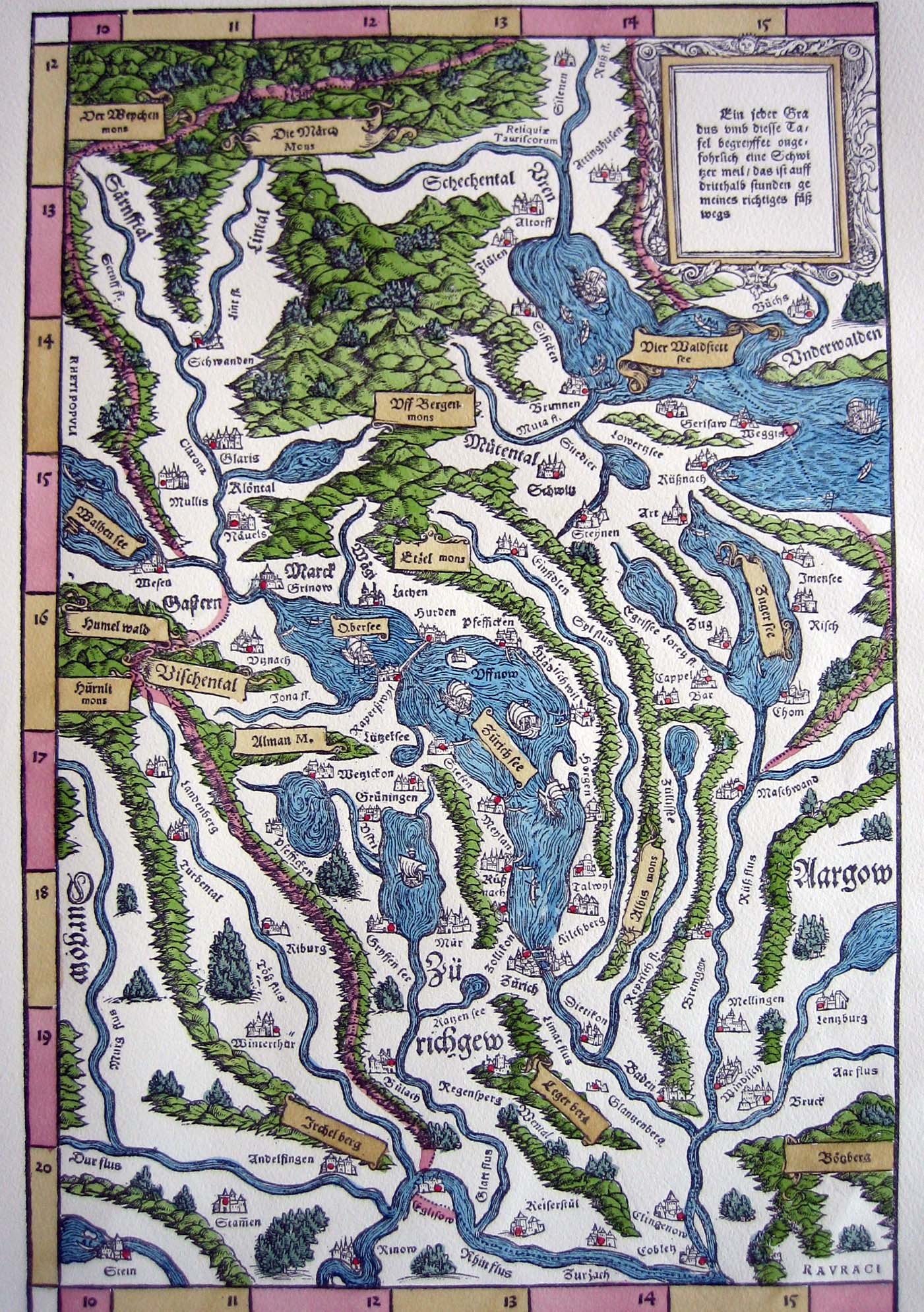
Der Zürichgau in der Stumpf'schen Chronik von 1547/48

«… Auch das Grafengeschlecht von Rapperswil drohte auszusterben. Abt Anselm stand zum damaligen Grafen Rudolf [IV.]in gutem Verhältnis; denn er erscheint mehrfach als Zeuge in Urkunden des Grafen, so bei der Lostrennung der Kirche von Rapperswil [Graf Rudolf III.] von jener in Wurmsbach, bei der Stiftung des Klosters Wurmsbach und anlässlich einer Stiftung an dieses Kloster. Da er keinen männlichen Erben hatte, wollte der Graf, dass die Vogtei, die er über die Stiftsbesitzungen ausserhalb des Etzels zu Lehen trug, seiner Gemahlin Mechtild [von Neifen] zunächst als Leibgeding, dann aber seiner Tochter Elisabeth zufallen sollte. Abt Anselm gestand dies am 10. Januar 1261 zu. Da aber Rudolf [IV.] nach seinem Tode, den 27. Juli 1262, noch ein Sohn geboren ward, wurde der Vertrag hinfällig …»
«… Nach einem Berichte des Abtes Johannes I. übertrug [Peter I. von Schwanden] aber dem nachgeborenen Sohn [Rudolf V.] des Grafen Rudolf [IV.] von Rapperswil die Vogteien, die sonst seiner Schwester Elisabeth zugefallen wären …»
«… Von grosser Bedeutung für die weitere Geschichte des Stiftes war, dass unter diesem Abte [Heinrich II. von Güttingen] die Vogtei über das Gotteshaus an die Habsburger überging. Der oben erwähnte junge Graf von Rapperswil starb bereits den 15. Januar 1283. Da seine Schwester resp. deren Gemahl, Ludwig von Homberg, nicht um die Lehen einkam, übertrug sie der Abt seinem eigenen Bruder, Rudolf von Güttingen.
Damit war aber König Rudolf nicht einverstanden, denn die Erwerbung dieser Vogtei passte vorzüglich zu seinen Plänen, mit denen er sich gegenüber den Waldstätten trug. Er liess darum die Lehen, die an und für sich nur in männlicher Linie sich vererben konnten, durch Wetzel den Schultheissen von Winterthur, zu Händen des Königs einziehen …
Als Graf Ludwig von Homberg aber den 27. April 1289 gestorben war, übertrug der König seiner Witwe Elisabeth auf deren Bitten die Höfe Stäfa, Erlenbach, Pfäffikon und Wollerau, dazu noch die Pfäfers gehörenden Höfe zu Männedorf und Tuggen. Die übrigen Höfe und die Vogtei blieben aber bei den Herzögen von Österreich …
Allem Anscheine nach brach der Marchenstreit allerdings schon vor 1283 aus, denn wir besitzen eine Bulle Papst Martin IV. vom 1. Juni 1282, worin dieser auf die Klage des Stiftes hin, daß es von einigen vielen Schaden zu erleiden habe, den Abt von Pfäfers beauftragt, gegen diese vorzugehen. Der Klagerodel von 1311 (s. u.) meldet denn auch, das unter Abt Heinrich ein Überfall vorgekommen sei. Sonst erfahren wir allerdings nichts weiteres. Neuere Forschungen haben indessen dargetan, dass die grosse Freiheitsbewegung der Drei Länder [Uri, Schwyz, Unterwalden] in die letzten Regierungsjahre Rudolf I. [von Habsburg] zu verlegen sei. Darum sind solche Feindseligkeiten, auch wenn wir sonst weiter nichts erfahren, nicht ausgeschlossen. Papst Nikolaus IV. bestätigte den 23. August 1290 die Freiheiten und Immunitäten des Stiftes … Überhaupt hatte Abt Heinrich viele Sorgen um das ihm anvertraute Gut. Die Gräfin Elisabeth von Homberg-Rapperswil erhob Ansprüche auf die Höfe in Brütten und Finstersee, verzichtete aber den 20. November 1293 auf ihre Ansprüche …»

### Urkundliche Erwähnungen der Gräfin von Rapperswil
Urkundliche Nennungen der Gräfin Elisabeth von Rapperswil sind im Zusammenhang mit dem Schloss Uster und mit dem Kloster Rüti bekannt: 1286 verkaufte sie ihren Hof in Oberdürnten mit den dazugehörenden Rechten – insbesondere der niederen Gerichtsbarkeit – der Prämonstratenserabtei in Rüti.
Elisabeth von Rapperswil verkaufte im Jahr 1290 den verbliebenen Rapperswiler Besitz in Uri. 1291 ging sie ein Bündnis mit der Stadt Zürich ein, das sich vermutlich gegen die Hauptlinie Habsburg-Österreich richtete.
Das Klosterarchiv Einsiedeln erwähnt Elisabeth im Professbuch der Äbte nochmals, zur Übergabe der Vogteirechte über Pfäffikon und im Zusammenhang mit der Kastvogtei über das Kloster Einsiedeln an die Grafschaft Rapperswil:
«… Die Vogtei über Pfäffikon usw. gab Abt Johannes 1296 der Gräfin Elisabeth von Rapperswil, die sich in zweiter Ehe mit Rudolf III. von Habsburg-Laufenburg vermählt hatte. Doch erhielt ihr Sohn aus erster Ehe, Wernher von Homberg, einen Teil davon; diesem verpfändete Habsburg-Österreich 1319 auch die Vogtei über Einsiedeln; später gingen alle Lehen vertragsgemäss an Habsburg-Laufenburg über …»

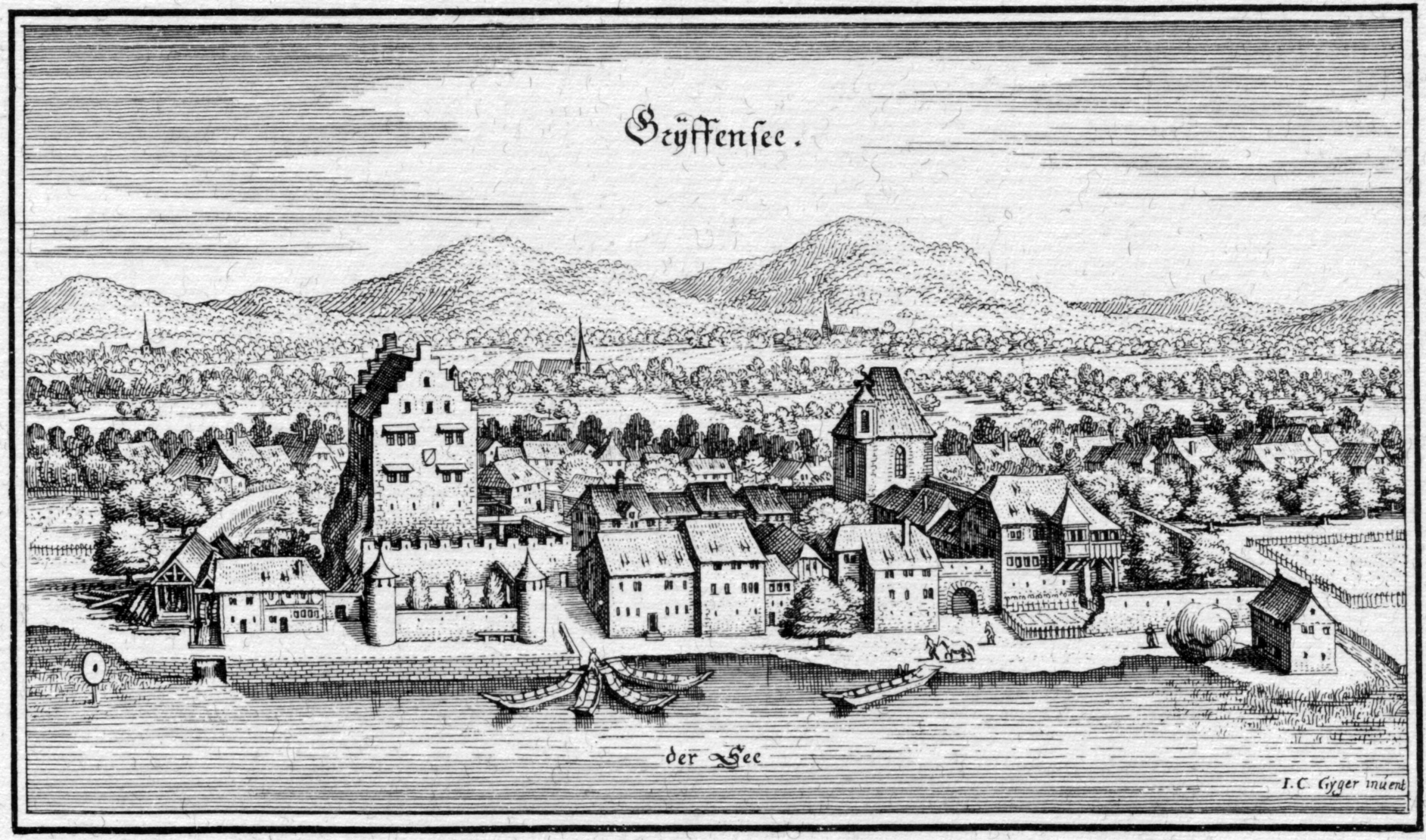
Greifensee, Stich von M. Merian (1593–1650)

Eine von ihr unterzeichnete Originalurkunde aus dem Jahr 1300 erwähnt am 7. Januar 1300 die Verpfändung der Herrschaft Greifensee an den Ritter Hermann II. von Landenberg:
«Wir Elizabethe greuenne von Habsburch unt frowe ze Raprechtswile künden allen … dc wir mit graue Ruodolfs von Habsburch ünsers wirtes hant … gesezzet han ze rechtem phande Grifense die burg unt die stat mit dem sewe, dem man sprichet Glatse».
Zum Pfand gehörten nicht nur die Burg, das Städtchen und der See gleichen Namens, sondern eine grössere Zahl von Höfen samt dazugehörigen Äckern, Wiesen, Wäldern und gar auch die Hofleute selbst. Die dazugehörige niedere und mittlere Gerichtsrechte und das Recht (Kirchensatz), den Pfarrer in Uster zu ernennen, wurden mitverpfändet.
Um 1303 teilte sie die Grafschaft Rapperswil, so dass der Besitz auf dem linken Ufer des Zürichsees den Nachkommen Ludwig von Hombergs zufiel, während der Besitz auf dem rechten Ufer dem Geschlecht der Habsburg-Laufenburg verblieb.
König Albrecht I. versuchte 1303 jedoch Teile des Besitzes, welche an Werner, dem Sohn Ludwigs I. von Homberg und Elisabeth von Rapperswil, fielen, streitig zu machen. Albrecht und seine Söhne zwangen die Äbte von Reichenau, Einsiedeln, St. Gallen und Pfäfers dazu von denen Werner zahlreiche Lehen in der March hatte, ihm diese aufzukündigen. Dieser Versuch scheiterte jedoch daran, da diese Erblehen waren die nicht aufgekündigt werden konnten. Das Verhältnis zwischen Albrecht I. und Werner blieb trotz der Verwandtschaft zueinander seitdem gespalten.